# Carl Trier Aagaard

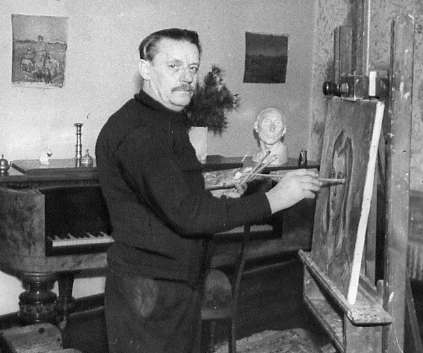
Carl Trier Aagaard 1943

Carl Aagaard Trier, född 9 februari 1890 i Herning, Danmark, död 4 juni 1961 i Grindsted, var en dansk apotekare,  målare, skulptör och konsthandlare.
Han var son till skofabrikanten Anders Trier Aagaard Jensen och Kristine Merrild och från 1922 gift med Nell Waldens syster Anna Roslund. Trier Aagaard utbildade sig till apotekare och avlade en farmaceutexamen 1913 och arbetade därefter på ett apotek fram till 1919. Hans konstintresse väcktes tidigt och han bedrev sporadiska studier vid Köpenhamns Teknisk Skole 1907–1910 och vid sidan av sitt arbete för Harald Giersing 1917–1918 samt genom självstudier under resor till Tyskland, Österrike och Italien. Han gjorde en längre målarresa i Värmland 1926 där han ägnade sig åt porträtt och figurmåleri, bland annat skapades Selvportæt Värmland på denna resa. Separat ställde han ut ett flertal gånger på olika platser i Danmark och han medverkade i utställningarna på Charlottenborg i Köpenhamn. Hans konst består av figurer och porträtt i en expressionistisk stil. Aagaard Trier är representerad med ett porträtt av Sophus Claussen vid Maribo Museum och Fuglsang Kunstmuseum.  